# Українська двомовна програма
Українська двомовна програма (англ. Ukrainian Bilingual Program (UBP)) є частиною освіти колегії шкіл Альберти.

## Історія
Двомовна українсько-англійська освіта була дозволена у державних школах в Альберті ще на початку XX століття, однак у 1913 році такі двомовні школи були скасовані, після чого єдиною можливістю вивчати українську мову та літературу стало можливо у т. зв. рідних школах при церквах чи народних домах. З 1959 року українська мова була запроваджена як предмет навчання в середніх школах.

## Едмонтський шкільний округ (1973-2014)
У 1973 році українська двомовна програма була відновлена в Едмонтоні, Альберта. У вересні 1974 року українську почали використовувати на уроках у восьми школах Едмонтона. Вона була запроваджена в системі Edmonton Public School Board, починаючи з дитячого садка. Навчальний навчальний рік 2013—2014 був завершальним роком програми, яка діяла в окрузі Edmonton Public School Board. Едгар Шмідт, керівник EPSB, скоротив програму в травні 2013 року через зменшення кількості відвідувачів в державних початкових школах української двомовної програми.

## Едмонтський округ католицьких шкіл (з 1984)
Українську двомовну програму також було запроваджено для католицького шкільного округу Едмонтону, перший клас розпочався в 1984 році. Програма в системі католицької школи Едмонтонської школи відсвяткувала своє 40-річчя у квітні 2015 року.

Станом на 2022 рік українську двомовну програму пропонують школи: св.Брендона, св. Матвія, св.Мартіна та Остін о'Брайен.

## Шкільний округ Лейкленд
Шкільний округ Лейкленд пропонував освіту з української мови більше 20 років, що базується в Боннівілі, Альберта.

## Спільнота
Студенти з Української двомовної програми зустрілися зі студентами канадських корінних студентських груп, щоб поділитися історією шкіл-інтернатів та Голодомору 1932—1933 років.

## Округ публічних шкіл острова Елк
Програма також поширилася на територію, що оточує Едмонтон, до району публічної школи Elk Island.
Зараз програма доступна у школах в парку Шервуд та Вегревіль.